# Hermann Jöckel (Fußballspieler)
Hermann Jöckel  (* 8. Oktober 1920 in Schierstein; † 2. Juni 1991 in Mannheim) war ein deutscher Fußballspieler.

## Spielerkarriere

### Beginn
Hermann Jöckel wurde im Dezember 1931 Mitglied des FSV Schierstein 08 und begann 1932 als Torwart bei diesem Verein mit dem Fußballspielen. 1936 zogen seine Eltern nach Frankfurt am Main um. Er wurde deshalb Mitglied bei Eintracht Frankfurt und stand bei diesem Verein in verschiedenen Jugendmannschaften (B-Jugend, A-Jugend) vom 1. August 1936 bis zum 31. März 1937 im Tor. Nach einem neuerlichen Umzug hütete er ab dem 1. April 1937 das Tor des FC Phönix-Alemannia Karlsruhe, zunächst in der A-Jugend, dann auch in der ersten Mannschaft.
Unterbrochen wurde seine Fußballerkarriere durch die Einberufung zur Wehrmacht und die Kriegsteilnahme, die durch die Gefangennahme durch die Engländer endete. Am 6. Dezember 1946 kehrte er aus englischer Kriegsgefangenschaft aus Kanada nach Schierstein zurück.

### Fortsetzung und Ausklang
Schon nach kurzem Aufenthalt in Schierstein wurde Hermann Jöckel vom VfR Mannheim, der 1945 in der neu gegründeten Oberliga Süd spielte, als Torwart verpflichtet. Sein erstes Punktspiel für diesen Verein absolvierte er am 12. Januar 1947 in der Lokalbegegnung VfL Neckarau gegen den VfR Mannheim, das der VfR mit 2:1 für sich entschied. In der Saison 1946/47 absolvierte er insgesamt 20 Punktspiele für den VfR Mannheim. In der Saison 1947/48 fehlte er an nur einem Spieltag, nämlich dem 23. November 1947. Vom nächsten Spieltag an absolvierte er dann bis zum 16. November 1952 alle Punktspiele für den VfR Mannheim, nämlich 159 Spiele in Folge.
Zum Höhepunkt in seiner Fußballerlaufbahn wurde die Spielsaison 1948/49. Nachdem er mit dem VfR Mannheim in dieser Saison in der Oberliga Süd hinter den Offenbacher Kickers den zweiten Platz belegt hatte, überraschte er mit seinem Verein in der Endrunde um die Deutsche Meisterschaft alle Fußballanhänger. Sein Verein schlug in der Vorrunde den Hamburger SV mit 5:0 Toren und in der Vorschlussrunde die Offenbacher Kickers mit 2:1 Toren und stand damit im Endspiel, in dem er mit Hermann Jöckel im Tor Borussia Dortmund in einem mitreißenden Spiel mit 3:2 besiegte und damit Deutscher Meister wurde.
Sehr erfolgreich verlief für den VfR Mannheim und damit für ihn auch noch die Saison 1949/50. Der Verein belegte in der Oberliga Süd den vierten Platz und hatte sich damit für Teilnahme an der Vorrunde der Meisterschaft qualifiziert. Dort kam es zur Neuauflage des Endspiels der Saison 1948/49 VfR Mannheim gegen Borussia Dortmund, die vom VfR Mannheim mit 3:1 Toren gewonnen wurde. In der Zwischenrunde verlor man aber dann gegen Preußen Dellbrück mit 1:2 Toren und schied damit vor dem Erreichen des Halbfinales aus.
Hermann Jöckel spielte danach noch bis zur Saison 1954/55 für den VfR Mannheim. Die Erfolge des Zeitraumes 1948 bis 1950 konnte aber nicht mehr erreicht werden. Insgesamt absolvierte er für diesen Verein 241 Punktspiele.
In der Saison 1955/56 ließ er dann seine Spielerkarriere beim ASV Landau ausklingen.

## Trainerkarriere
Hermann Jöckel hatte bereits während seiner Zeit als aktiver Spieler eine Trainerausbildung gemacht. Nach seiner aktiven Zeit übernahm er dann das Traineramt bei folgenden Vereinen: ASV Landau, VfR Bürstadt, ASV Feudenheim, SpVgg Amicitia Viernheim, TuS Altrip und in der Saison 1974/75 auch beim VfR Mannheim, bei dem er gleichzeitig auch Spielausschuss-Vorsitzender war. Mit der Jugendmannschaft des TuS Altrip erreichte er 1970 das Finale um die Deutsche A-Jugend-Meisterschaft.